# Marche pas sur mes lacets
Pour plus de détails, voir Fiche technique et Distribution.
Marche pas sur mes lacets est un film français réalisé par Max Pécas et sorti en 1977.

## Synopsis
Cri-Cri a reçu sa lettre pour faire son service militaire. Ce sont ses derniers jours de liberté, son meilleur ami Bobby sacrifie donc son examen pour partir en vadrouille avec son ami et prendre un peu de bon temps ensemble. Sur la route ils vont prendre en stop Aurélien, jeune timide qui a fui son destin de futur notaire, qui lui impose son père, lui-même notaire. Nombre d'aventures vont arriver au trio, entre la rencontre d'une équipe féminine anglaise de sport, une dispute avec une bande de motards, ou encore la rencontre avec deux belles demoiselles dont Cri-Cri et Bobby vont tomber amoureux. Mais le jour du service et la caserne approchent.

## Fiche technique
- Titre : Marche pas sur mes lacets
- Réalisation : Max Pécas
- Scénario : Max Pécas, Claude Mulot et Didier Philippe-Gérard
- Musique : Georges Garvarentz
- Photographie : Roger Fellous
- Montage : Paul Cayatte
- Année : 1977
- Pays :  France
- Genre : comédie
- Durée : 85 minutes
- Date de sortie : France - 2 novembre 1977

## Distribution
- Sylvain Green : Cri-Cri
- Dominique Jubelin : Bobby
- Jean-Marc Longval : Aurélien
- Vanessa Vaylord : Fanny
- Caroline Laurence : Juliette
- Corinne Corson : Aurore
- Olga Valery
- Michel Vocoret : le sergent
- Jean Vinci : le notaire
- Michel Charrel
- Alexandra Delli Colli
- Michel Melki
- Gérard Couderc
- Jacques Insermini
- Tessa Bouché
- Linda Guegan
- Toree Hill